# Bataille de Leipzig (1642)
Pour les articles homonymes, voir Bataille de Leipzig et Bataille de Breitenfeld.
Guerre de Trente Ans
Batailles
La bataille de Leipzig (1642), aussi connue dans l'histoire comme la seconde bataille de Breitenfeld, s'est déroulée les 23 et 24 octobre 1642 autour de la ville de Leipzig en Allemagne. L'armée suédoise, sous les ordres de Lennart Torstenson, y vainquit l'armée alliée des Impériaux et des Saxons dirigée par l'archiduc Léopold-Guillaume de Habsbourg et Ottavio Piccolomini.

## Contexte
C'est au nord-est de Breitenfeld que le 17 septembre 1631, les Protestants aux ordres du roi de Suède Gustave II Adolphe et de Jean-Georges Ier Électeur de Saxe, battent l'armée catholique commandée par le comte de Tilly. C'est aussi là, un peu plus au sud, qu'eut lieu la seconde bataille, le 23 octobre 1642. 
Le maréchal Lennart Torstenson, commandant en chef de l'armée suédoise, pour achever campagne militaire très avantageuse, se dispose à assiéger la forteresse impériale de Leipzig. L'Archiduc Léopold-Guillaume de Habsbourg, commandant avec Ottavio Piccolomini une armée de Saxons et d'Impériaux, supérieure en nombre, marche à sa rencontre. Il dispose son armée à Breitenfeld, entre les hameaux de Gross Widderitsch et de Haunà 6 km au nord-ouest de Leipzig.

## La bataille
La cavalerie suédoise parvient à briser la résistance de l'infanterie impériale. Elle n'en compte pour autant pas moins 4 000 hommes et 8 généraux tués ou blessés dont Torsten Stålhandske, commandant de la cavalerie, qui fut sérieusement touché. Les Saxons et les Impériaux, pour leur part, comptent 15 000 morts et blessés et perdent 46 canons, 191 drapeaux ainsi que tous leurs bagages.  
Le lendemain, 24 octobre 1642, Leipzig tombe aux mains des Suédois.

## Conséquences
La victoire permet aux Suédois d'occuper la Saxe. Elle amène l'Empereur Ferdinand III à renoncer aux Préliminaires de Hambourg et à signer la paix. 

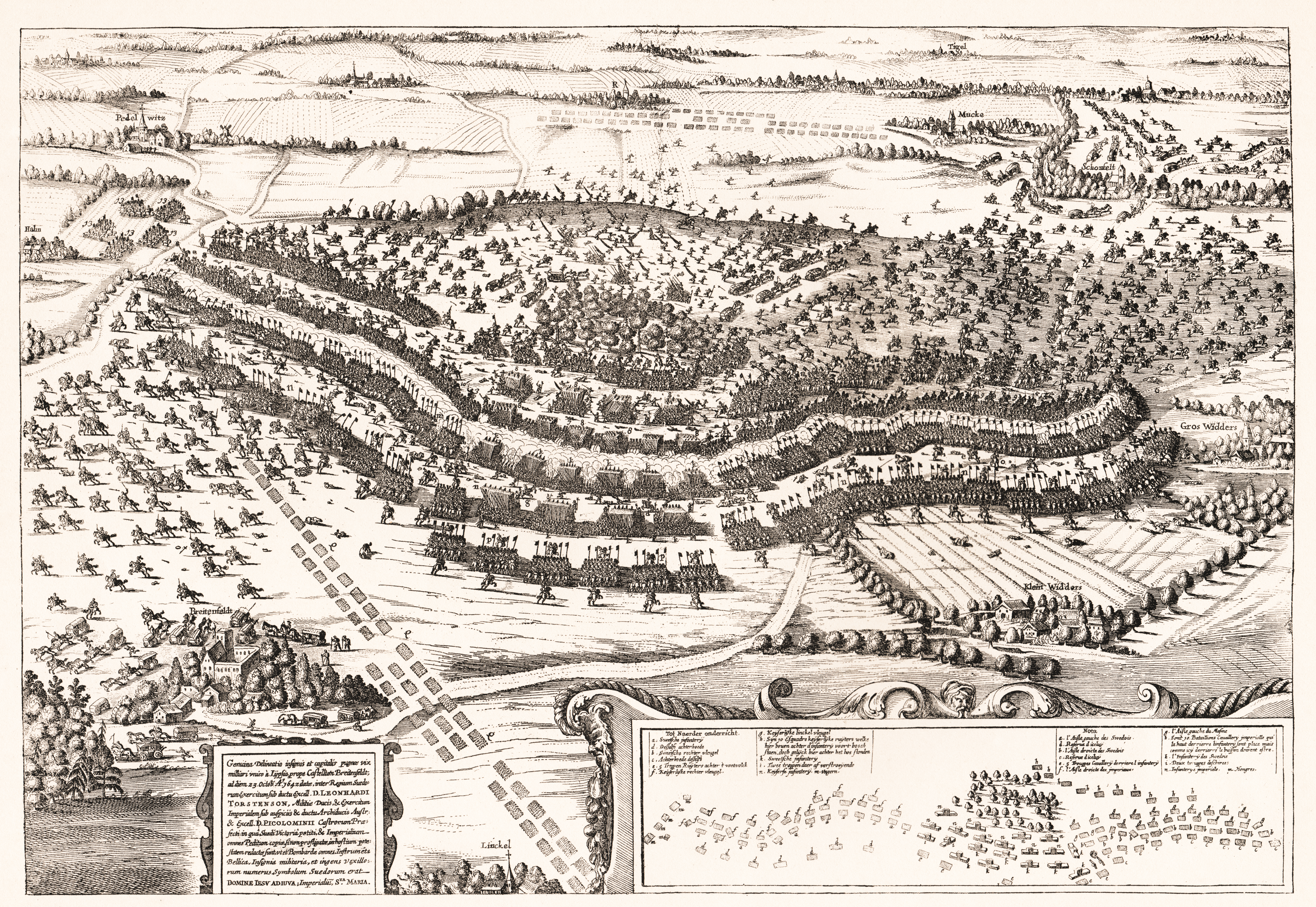
Bataille de Leipzig

## Autre batailles au même endroit
- Bataille de Leipzig (1813) (dite "bataille des nations")